# Noyers-Auzécourt
Noyers-Auzécourt är en kommun i departementet Meuse i regionen Grand Est (tidigare regionen Lorraine) i nordöstra Frankrike. Kommunen ligger i kantonen Vaubecourt som tillhör arrondissementet Bar-le-Duc. År 2022 hade Noyers-Auzécourt 274 invånare.

## Befolkningsutveckling
Antalet invånare i kommunen Noyers-Auzécourt
| Referens: INSEE |